# Epeolus danieli
Epeolus danieli (лат.) — вид земляных пчёл-кукушек рода Epeolus из подсемейства Nomadinae (Apidae). Единственный представитель своего рода на острове Гаити.

## Распространение
Северная Америка, остров Гаити: Доминиканская Республика. Единственный представитель своего рода на этом острове, где из всех членов трибы Epeolini обнаружены только два вида: Triepeolus nisibonensis  Genaro, 2001 и Triepeolus victori Genaro, 1998).

## Описание
Мелкие слабоопушенные пчёлы в основном чёрного цвета, с жёлтыми отметинами на теле как у ос и желтовато-коричневыми ногами и усиками. Длина менее 1 см. Отличается от всех видов рода Epeolus своей морфологией и данными баркодирования; аксиллы очень крупные и на дорзальном виде с вершиной выступающей за горизонтальную верхнюю часть мезоскутеллюма. Аксиллы и мезоскутеллюм полностью красновато-коричневые. Тергит с первого по четвёртый (T1–T4) с перевязями. Предположительно клептопаразиты пчёл рода Colletes, в гнёзда которых откладывают свои яйца. Данные о посещаемых цветах отсутствуют. Максиллярные щупики 1-члениковые. 2-й стернит брюшка матовый. Брюшко частично красное. У самок на 6-м стерните брюшка расположены ланцетовидные, мелко зазубренные отростки. В переднем крыле три радиомедиальных ячейки, 1-я из них много крупнее 3-й. Вершина радиальной ячейки (по форме она эллиптическая) удалена от переднего края крыла. Задние голени со шпорами. Вид был впервые описан в 2014 году в составе рода Triepeolus, а его валидный статус подтверждён в ходе ревизии, проведённой в 2019 году канадским энтомологом Томасом Онуферко (Thomas M. Onuferko, York University, Торонто, Канада).